# دراغان روسيتش
دراغان روسيتش هو لاعب كرة قدم صربي يلعب كحارس مرمي مع نادي ألميريا الأسباني.